# 戈尔德菲尔德 (内华达州)
戈尔德菲尔德（Goldfield）位于美国内华达州南部，是埃斯梅拉达县的县治。
根据2000年美国人口普查，共有440人，其中白人占93.2%、土著美国人占2.0%。